# Olívia Guedes Penteado
Olívia Guedes Penteado (Campinas, 1872 — São Paulo, 9 de junio de 1934) fue una gran motivadora del modernismo en el Brasil, y amiga de artistas claves de ese movimiento, como Anita Malfatti, Tarsila do Amaral, Heitor Villa-Lobos. Era tía de la mecenas Yolanda Penteado. Era hija de los Barones de Pìrapitingüy, José Guedes de Souza, muy poderoso hacendado de café en el Municipio de Mogi-Mirim, y de Doña Carolina Leopoldina de Almeida e Souza. Genuinamente paulista, su ascendencia tenía origen en Fernão Dias Pais Leme por sucesión directa. La familia estaba también ewmparentada con el originario Amador Bueno, el Tibiriçá: gran cacique de Piratininga, y con João Ramalho. Doña Olívia pasó su infancia en la propiedad paterna, la Hacienda da Barra, em Mogi-Mirim, habiendo estudiado en la casa, con profesores particulares y, durante algún tiempo, en el Colegio Bojanas. Posteriormente, la familia se mudó a São Paulo, pasando a residir en la rua Ipiranga, convirtiéndose en Barón de Pirapitingüy, siendo un gran propietario y capitalista.
En París, donde vivía, Olívia conoció amigos modernistas, volviendo a Brasil trayendo por primera vez ejemplares de la obra de Pablo Picasso y de Marie Laurencin, entre otros. Olívia Penteado creó el Salón de Arte Moderna, a partir de 1923, cuando volvió a vivir en el país.
Se casó a los dieciséis años, con su primo hermano Inácio Leite Penteado (descendiente, por padre, de João Correa Penteado y de Izabel Paes de Barros), que era tío de Yolanda Penteado, con quien tuvo dos hijas: Maria y Carolina, ésta casada con Gofredo Teixeira da Silva Teles. 
Luchó tenazmente por el voto femenino, consiguiendo elegir la primera mujer para una Constituyente.

Participó activamente de la revolución constitucionalista de 1932. 

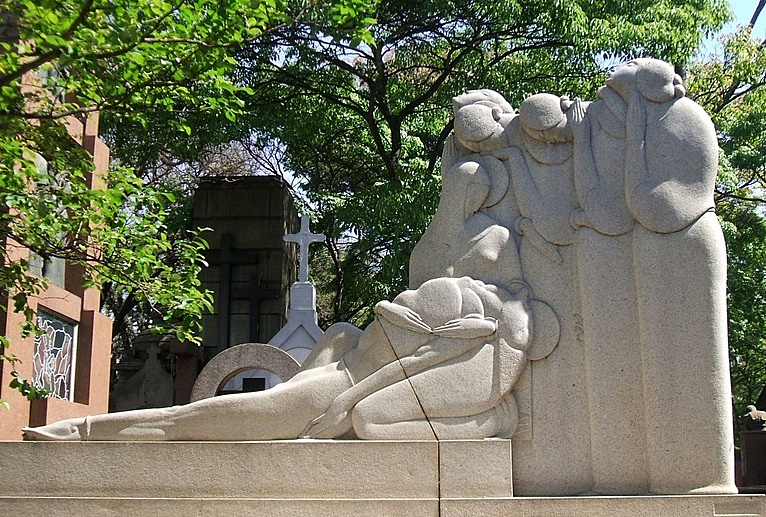
Panteón de la autora, obra de Victor Brecheret

Falleció de apendicitis, y fue sepultada en el Cementerio de la Consolación, de São Paulo, (cuadra 6A – terreno 09) siendo su túmulo ornamentado con una escultura titulada O Sepultamento, de autoría de Victor Brecheret (1894-1955): obra de una Piedad, junto con las tres Marías, esculpida en granito, de 22 dm de altura y 36 de longitud, fechada en 1923, premiado en el Salón de Otoño de París, también en 1923.

## Honores
En la miniserie Um só coração, exhibida en 2004 por la Rede Globo, Olívia Penteado fue interpretada por la actriz Selma Egrei.

### Epónimos
- Estación ferroviaria de la Cia. Paulista de Estradas de Ferro (entre 1913 a 1960): Santa Olívia, Municipio de Santa Rita do Passa Quatro, SP, Ramal de Santa Rita - km 31,948[4]

- Rua Olívia Guedes Penteado[5]